# Howard, South Dakota
Howard är administrativ huvudort i Miner County i South Dakota. Enligt 2020 års folkräkning hade Howard 848 invånare.